# Es Mercadal
Es Mercadal (hiszp. Mercadal) – miasto w Hiszpanii, na Minorce, zlokalizowane w centrum wyspy, bez dostępu do morza, u stóp najwyższego szczytu Minorki – El Toro. Liczba mieszkańców: 5.134, gęstość zaludnienia: 37,11 osób/km², powierzchnia: 138,34 km².
Es Mercadal jest miastem o długich tradycjach targowych. Zabudowa to przede wszystkim niewysokie bielone domy. Ze stolicą wyspy – Maó, miejscowość połączona jest historyczną Drogą Kane’a. Miejscowość wyspecjalizowała się w działalności gastronomicznej – istnieje tutaj szereg restauracji serwujących tradycyjne dania minorkańskie. Funkcjonuje tu też Ośrodek Rzemiosł Minorki – miejsce kultywowania tradycyjnego dla wyspy rękodzieła (dawne koszary).
Miejski zbiornik wodny (zaprojektowany przez gubernatora Gibraltaru – Richarda Kane’a i wybudowany w 1735) dawniej służył wojskom stacjonującym na wyspie. Obecnie jest celem wizyt mieszkańców miasta, którzy czerpią stąd wodę, charakteryzującą się wysokimi walorami smakowymi. Charakterystyczne dla tego zbiornika są prowadzące doń, białe schody do nieba.
Dzięki centralnemu położeniu, Es Mercadal posiada dobre połączenia drogowe z wszystkimi częściami Minorki.